# Gensac (Gironde)
Gensac is een gemeente in het Franse departement Gironde (regio Nouvelle-Aquitaine) en telt 844 inwoners (2004). De plaats maakt deel uit van het arrondissement Libourne.

## Geografie
De oppervlakte van Gensac bedraagt 9,4 km², de bevolkingsdichtheid is 89,8 inwoners per km².
De onderstaande kaart toont de ligging van Gensac (Gironde) met de belangrijkste infrastructuur en aangrenzende gemeenten.

## Demografie
Onderstaande figuur toont het verloop van het inwonertal (bron: INSEE-tellingen).